# القرعامة (تعز)
القرعامه هي إحدى قرى الجمهورية اليمنية. وهي تتبع جغرافيًا لمحافظة تعز. وإداريًا لمديرية التعزية. يبلغ تعداد سكانها 4671 نسمة حسب الإحصاء الذي جرى عام 2004.